# Tusayan
Tusayan  (Tucayan, Tucano, Tuzan), naziv nekadašnje “provincije” u sjeveroistočnoj Arizoni, naseljene Hopi Indijancima, čije ime je španjolski krnji oblik koji dolazi od Zuñi naziva Usaya-kue, "people of Usaya," a odnosi se vjerojatno na njihova dva najveća puebla.
Prvi podaci o provinciji i stanovnicima dolaze 1540. godine kad je Coronado došao u Cibolu, i poslao Don Pedra de Tovara na sjeverozapad da istraži provinciju pod imenom Tusayan za koju se kaže da je imala 7 terasastih gradova koji su bili već od sedam gradova Cibole. 